# Polotschanen
Die Polotschanen (russ. Полочане) waren ein ostslawischer Stamm, der seit etwa 800 auf dem Gebiet der (vermutlich baltischen) Kriwitschen an der Polota, einem Nebenfluss der Düna, siedelte und später zum Stammesverband der Kriwitschen gehörte. Das Siedlungsgebiet der Polotschanen bildete im 10. Jahrhundert das Fürstentum Polozk. 
Seit dem 12. bis mindestens ins 17. Jahrhundert bezeichnete der Name Polotschanen die Einwohner von Polozk bzw. ihre Volksversammlung.